# Ľubomír Palguta
Ľubomír Palguta (* 1978) ist ein slowakischer Crosslauf-Sommerbiathlet.
Ľubomír Palguta nahm an den erstmals ausgetragenen Sommerbiathlon-Europameisterschaften 2004 in Clausthal-Zellerfeld teil. Im Sprint belegte er bei nur einem Schießfehler und minimal mehr als einer Minute Rückstand auf die Siegerzeit den siebten Platz. Im Verfolgungsrennen fiel er mit sechs verfehlten Zielen und mehr als vier Minuten Rückstand auf den elften Platz zurück. Im Staffelrennen kam er mit Eva Vladárová, Viera Kubacká und Miroslav Kaniansky in der außer Konkurrenz laufenden zweiten slowakischen Staffel zum Einsatz, mit der er den virtuellen letzten Platz belegte.